# Mischocyttarus crypticus
Mischocyttarus crypticus är en getingart som beskrevs av Zikan 1949. Mischocyttarus crypticus ingår i släktet Mischocyttarus och familjen getingar. Inga underarter finns listade i Catalogue of Life.